# 구와야마 간지
구와야마 간지(일본어: 桑山 侃士, 2002년 11월 28일~)는 일본의 축구 선수이다.

## 구단 경력
그는 2024년 J1리그의 FC 마치다 젤비아에 입단했다.